# Świecie nad Osą
Świecie nad Osą (in tedesco Schwetz) è un comune rurale polacco del distretto di Grudziądz, nel voivodato della Cuiavia-Pomerania.
Ricopre una superficie di 94,67 km² e nel 2004 contava 4 346 abitanti.